# Rezolucja Rady Bezpieczeństwa ONZ nr 260
Rezolucja Rady Bezpieczeństwa ONZ nr 260 została przyjęta jednomyślnie 6 listopada 1968 r.
Po przeanalizowaniu wniosku Gwinei Równikowej o członkostwo w Organizacji Narodów Zjednoczonych, Rada zaleciła Zgromadzeniu Ogólnemu przyjęcie tego państwa do swojego grona.

## Źródło
- UNSCR - Resolution 260